# Számi nemzeti himnusz
A Számi nemzeti himnusz (Sámi soga lávlla) eredetileg Isak Saba verse, 1906. április 1-én jelent meg első alkalommal a Sagai Muittalægje című újságban. A költemény 1986 augusztusában vált a Számik nemzeti himnuszává. A himnusz zenéjét Arne Sørli szerezte és azt a 15. Számi konferencián 1992-ben, Helsinkiben minden számi nyelvre lefordítottak.